# Исмаилбейли (Агдамский район)
Исмаилбейли (азерб. İsmayılbəyli) — село в Агдамском районе Азербайджана. Расположено на высоте 294 м.

## География
Село находится у подножия горы.

## Топоним
Прежнее название села — Марзили. Населенный пункт назван в честь Исмаил бека, главы семьи, принадлежавшей к племени Марзили.

## История
В годы Российской империи село называлось Марзилу Исмаил-бека и находилось в составе Шушинского уезда Елизаветпольской губернии. По данным «Кавказского календаря» на 1912 год в селе проживало 240 человек, в основном азербайджанцы, указанные в календаре как «татары».
В ходе Первой карабахской войны, в 1993 году село было занято армянскими вооружёнными силами, и до ноября 2020 года находилось под контролем непризнанной НКР. Согласно её административно-территориальному делению было расположено в Мартунинском районе.
Согласно трёхстороннему заявлению о прекращении огня, 20 ноября 2020 года Агдамский район был возвращён Азербайджану. В апреле 2021 года минобороны Азербайджана распространило видеокадры из разрушенного села.